# Даниела Андоновска-Трайковска
Даниела Андоновска-Трайковска (на македонска литературна норма: Даниела Андоновска-Трајковска) е северномакедонска преподавателка по педагогика, литературна критичка, поетеса и писателка, авторка на произведения в жанровете лирика, драма и документалистика.

## Биография и творчество
Андоновска-Трайковска е родена на 3 февруари 1979 г. в Битоля, СФР Югославия (днес Република Северна Македония).
Има докторска степен по педагогически науки (педагогика и методика на преподаване) от Педагогическия факултет на университета „Св. Климент Охридски“ в Битоля с дисертация за експерименталните изследвания за намиране на образователна методология за развиване на критична грамотност в учениците от началното училище чрез използване на литературни текстове.
От 2002 г. работи като университетски преподавател в Педагогическия факултет на Битолския университет по група методически предмети, включително методика на преподаване на македонски език и литература, методика за творческо писане, методика за четене и писане в начална степен. Тя е акредитиран ментор на магистърски и докторски изследвания и обучава учители за началното и средното образование. Съоснователка е на Университетския литературен клуб „Дениция“ и е инициатор за създаването на Център за литература, изкуство, култура, ораторство и език към Педагогическия факултет.
Работила като съ-професор в Международния летен университет Македония 2005 – 2008 за курсовете Образователни методологии и Ранен детски опит в езиковите изкуства и като национален треньор по Образователни методологии и интегриране на ИКТ в езика и класна стая по литература.
Авторка на около 100 експертни и научни труда, публикувани в научни издания в Северна Македония и в чужбина. Автор е и на университетския учебник „Критична грамотност“, който се използва като основен учебник по предмета в Битолския университет.
Член е на Македонското научно дружество – Битоля, на Дружеството на писателите на Македония, и на Битолския книжовен кръг.
Тя е главен редактор на списание „Раст“, редактор на „Современни диалози“, „Книжевни елементи“ и др.
Автор е на стихосбирките „Черна точка“, „Отпечатъци“, „Три“, „Къща на контрасти“, „Електронна кръв“ и „Математическа поезия“, и на сборника с разкази „Кафе, чай и червено небе“. Поезията ѝ е преведена на различни езици и е публикувана в известни литературни списания в страната и чужбина.
Удостоена е с множество награди: международната награда „Noside“, Италия (2011), награда от Дружеството на писателите на Македония за най-добро непубликувано стихотворение на Празника на липите (2018), наградата „Кръсте Чачански“ за най-добър непубликуван сборник с разкази (2019), наградата „Ацо Караманов“ за поетичната книга „Електронна кръв“ (2019), наградата за поезия „Ацо Шопов“ за най-добра поетична книга за „Математическа поезия“ (2020), и др.
Даниела Андоновска-Трайковска живее със семейството си в Битоля.

## Произведения

### Поезия
- Црна точка (2017)
- Стапалки (2017)
- Три (2019)
- Куќа на контрасти (2019)
- Електронска крв (2019) – награда „Ацо Караманов“ за най-добра стихосбирка
- Математичка поезија (2020) – награда „Ацо Шопов“

### Сборници
- Збор за зборот (2014) – със Златко Жоглев и Гордана Стояноска, поезия
- Поема за маргините (2015) – с Гордана Стояноска, поезия
- Кафе, чај и црвено небо (2019) – разкази